# Zengjiang
Zengjiang (kinesiska: 增江) är ett stadsdelsdistrikt (jiedao) i sydöstra Kina. Det ligger i stadsdistriktet Zengcheng i provinshuvudstaden Guangzhou i provinsen Guangdong, omkring 64 kilometer öster om centrala Guangzhou. Antalet invånare är 78 072. Befolkningen består av 38 412 kvinnor och 39 660 män. Barn under 15 år utgör 11,0 %, vuxna 15-64 år 83 %, och äldre över 65 år 5,0 %.